# Vanessa flavescens
Vanessa flavescens är en fjärilsart som beskrevs av Fritsch 1913. Vanessa flavescens ingår i släktet Vanessa och familjen praktfjärilar. Inga underarter finns listade i Catalogue of Life.